# FIFA 18
FIFA 18 — 25-я футбольная игра из серии игр FIFA, разработанная для платформ Windows, Nintendo Switch, PlayStation 4, PlayStation 3, Xbox One и Xbox 360. Игра выпущена компанией Electronic Arts 29 сентября 2017 года. Лицом игры является футболист мадридского «Реала» (на момент выхода игры) и сборной Португалии Криштиану Роналду.

## Геймплей
В этом новом издании, EA Sports решила улучшить позиционирование игроков. Искусственный интеллект улучшился и теперь каждая команда, за которую будете играть вы, будет выбирать свою собственную тактику. Например, ФК Барселона будет выбирать тактику Тики-така, в то время как Реал будет играть против атаки. FIFA 18 воссоздает личность каждого игрока на поле, принимая во внимание агрессивность, решительность или коллективный аспект.
В одном из демонстрационных роликов FIFA 18 во время матча между командами «Бока Хуниорс» и «Ривер Плейт» части поля возле секторов ультрас были усыпаны туалетной бумагой и урывками баннеров. Подобные элементы должны добавить атмосферности в футбольные матчи, а также сделать симулятор FIFA 18 ещё более реалистичным. Кроме этого, фанаты теперь будут передвигаться по трибунам, попадать в объективы камер и получат детализированные лица. Также разработчики пообещали, что в финальной версии FIFA 18 они добавят празднование голов с фанатами: забивший гол футболист сможет не просто подбежать к сектору, а броситься в объятия к фанам.
Также 12 августа было объявлено что теперь в игре будут пресс-конференции с тренерами и игроками, награды игроков и тренеров месяца в домашних лигах.
Всего в FIFA 18 присутствует 51 национальная сборная, из них 32 полностью лицензированные, ещё 19 сборных частично лицензированные — у них реальные составы и игроки, но нелицензированные формы и эмблемы. По сравнению с FIFA 17 в игру были включены сборная Исландии, сборная Новой Зеландии и сборная Саудовской Аравии, но при этом впервые в истории серии игр FIFA была лицензирована сборная России. Также в FIFA 18 представлены 15 национальных женских сборных.
В игре доступно 50 лицензированных стадионов. По сравнению с FIFA 17 добавлено четыре новых стадиона: Ванда Метрополитано (новая арена мадридского «Атлетико»), английские Амэкс (для вышедшего в Премьер-лигу «Брайтон энд Хоув Альбион») и Керклис (для «Хаддерсфилд Таун»), а также Стабхаб Сентер, стадион «Лос-Анджелес Гэлакси», выступающего в MLS. Из новой версии игры убраны стадионы Сигнал Идуна Парк (из-за того, что дортмундская «Боруссия» заключила эксклюзивное соглашение с Konami), Висенте Кальдерон (мадридский «Атлетико» переехал на новый стадион), Месталья и Уайт Харт Лейн (снесён, «Тоттенхэм» временно проводит свои матчи на Уэмбли). Помимо лицензированных арен, в игру включены 25 сгенерированных стадионов, список которых не изменился по сравнению с предыдущими частями игры.

### Продолжение режима «История»
Режим разделен на главы, которые отличаются определёнными поставленными задачами, которые влияют на карьеру игрока и его бонусы. К английскому чемпионату (в сюжетном режиме в FIFA 17 был доступен только он) добавятся испанский, немецкий, французский и американский. Главным героем по-прежнему будет Алекс Хантер, но также появится ещё два играбельных персонажа, сводная сестра Алекса Ким Хантер, а также друг Алекса Дэнни Уильямс.
В режиме появились противоборства один на один с каким-либо игроком на тренировке, которые изменяют рейтинг взаимоотношений с ним, что влияет на игру всей команды. Также теперь появились решения, от которых серьёзно зависит весь игровой процесс и дальнейшая карьера Хантера.

## Лиги
По сравнению с прошлой частью в FIFA 18 была включена третья лига Германии по футболу.

## Сборные
Всего в FIFA 18 присутствует 49 национальных сборных, из них 32 полностью лицензированные, ещё 17 сборных частично лицензированные — у них реальные составы и игроки, но нелицензированные формы и эмблемы. По сравнению с FIFA 17 в игру были включены сборная Исландии, сборная Новой Зеландии и сборная Саудовской Аравии.

## ТВ-графика
Несколько турниров в FIFA 18 имеют лицензированное оформление трансляций. По сравнению с FIFA 17 появилось ТВ-оформление для чемпионата Испании и MLS.

## Издания
Игра будет доступна в четырёх различных изданиях: стандартном (Standard Edition), «Роналду» (Ronaldo Edition), «Кумир» (Icon Edition) и «Наследие» (Legacy Edition).
Игроки, предзаказавшие первую версию, получат до 5 больших золотых премиум-наборов FIFA Ultimate Team (по одному в неделю в течение пяти недель), Криштиану Роналду в аренду на 5 матчей FUT и 8 особых комплектов формы FUT.
Издание «Роналду» (Ronaldo Edition) позволит начать играть на 3 дня раньше (с 26 сентября), предоставит до 20 больших золотых премиум-наборов FIFA Ultimate Team (по 1 в неделю в течение 20 недель), Криштиану Роналду в аренду на 5 матчей FUT и 8 особых комплектов формы FUT.
Издание «Кумир» (Icon Edition) позволит начать играть на 3 дня раньше, получить до 40 больших золотых премиум-наборов FIFA Ultimate Team (по 2 в неделю в течение 20 недель), игрока команды недели в аренду на 3 матча FUT (по одному игроку в аренду на 3 матча в течение 20 недель), Криштиану Роналду в аренду на 5 матчей FUT, Роналдо в аренду на 5 матчей FUT и 8 особых комплектов формы FUT.
Издание «Наследие» (Legacy Edition) это версия игры в которой нет изменений. Так как это версия игры для прошлых поколений консолей Xbox 360 и PlayStation 3.
В конце апреля было выпущено бесплатное дополнение FIFA World Cup Russia™ 2018, добавляющее в игру возможность выступить на чемпионате мира по футболу 2018 года в России за одну из 32 квалифицировавшихся сборных.

## Отзывы
| Сводный рейтинг       | Сводный рейтинг                                    |
| Агрегатор             | Оценка                                             |
| --------------------- | -------------------------------------------------- |
| GameRankings          | - 83,26 % (PS4) - 64,50 % (NS)                     |
| Metacritic            | 84/100 (XONE) 84/100 (PS4) 81/100 (PC) 68/100 (NS) |
| Иноязычные издания    |                                                    |
| Издание               | Оценка                                             |
| Game Informer         | 8,75/10                                            |
| GameRevolution        | [ 13 ]                                             |
| GameSpot              | 7/10                                               |
| GamesRadar+           | [ 15 ]                                             |
| IGN                   | 8,1/10 (NS) 5,5/10                                 |
| Русскоязычные издания |                                                    |
| Издание               | Оценка                                             |
| «Игры Mail.ru»        | 7,5/10                                             |

FIFA 18 получила положительные отзывы для PS4, Xbox One и PC версии, версия для Nintendo Switch получила смешанные отзывы, на сайте Metacritic.